# Racomitrium steerei
Racomitrium steerei là một loài Rêu trong họ Grimmiaceae. Loài này được D.G. Griffin mô tả khoa học đầu tiên năm 1987.